# Conus ammiralis
Conus ammiralis (nomeada, em inglês, Admiral Cone) é uma espécie de molusco gastrópode marinho predador do gênero Conus, pertencente à família Conidae da ordem Neogastropoda. Foi classificada por Carolus Linnaeus em 1758, descrita em sua obra Systema Naturae. É nativa do Indo-Pacífico.

## Descrição da concha
Conus ammiralis possui uma concha cônica, espessa e pesada, com uma espiral moderadamente alta; com no máximo 11 centímetros de comprimento e de coloração geral castanha-amarelada ou alaranjada, com faixas claras na sua superfície e também com marcações brancas, mais ou menos triangulares, o que a torna extremamente atraente. Abertura estreita, dotada de lábio externo fino e interior branco. Ela pode ter nódulos em sua área mais larga ou ter filas espirais de grânulos.

## Habitat e distribuição geográfica
Esta espécie é encontrada espalhada no Indo-Pacífico, do mar Vermelho até o Sudeste Asiático e Melanésia. Vive em substrato arenoso e de coral fragmentado.